# Himinbjörg

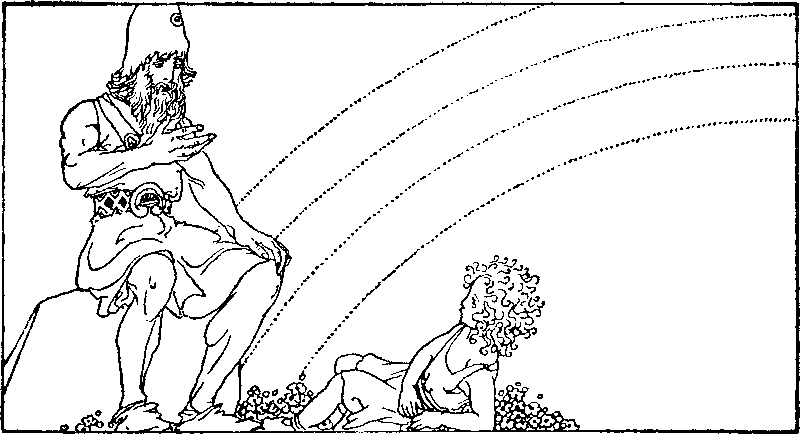
Heimdall en kleine Hnossa

Himinbjörg (Hemelberg) is in de Noordse mythologie de verblijfplaats van Heimdall in Asgard. Het is een paleis dat zich aan het einde van de regenboogbrug Bifröst bevindt en waar hij de wacht over die brug houdt.
Opmerkelijk is dat in een heiligenverhaal uit het leven van Sint-Gallus een Himilinberc wordt vernoemd:
De heilige begaf zich met een begeleider het woud in, waar zij een beer hadden getemd, aldus Gallus. Zij werden er bedreigd door vrouwelijke demonen, die Gallus ten slotte verdreef. Later hoorden beide mannen die demonen vanaf de Himilinberc hun beklag maken en ze vroegen of die vreemde (Gallus) er nog steeds was.

## De Twaalf Paleizen en hunbezitters
De volgorde is hier louter alfabetisch:
1. Alfheim, ("Alfenheim") Freyrs Paleis
2. Breidablik, ("Breedglans") Baldrs Paleis
3. Folkvangr, ("Volksplein") Freyja's Paleis met Zaal Sessrumnir
4. Gladsheimr, ("Vreugdewereld") Odins Paleis met Zaal Walhalla
5. Glitnir, ("Glitter", Stralende) Forseti's Paleis
6. Himinbjörg, Heimdalls Paleis
7. Nóatún, ("Scheepsplaats") Njörðrs Paleis
8. Sökkvabekkr, ("Dieptebeek") Saga's Paleis
9. Þrymheimr, Skaði's Paleis
10. Valaskjálf, Vali's Paleis met Odins troon Hlidskjalf
11. Vidi, Vidars Paleis, ook Landwidi ("Landwijdte")
12. Ydalir, Ullrs Paleis